# Claude Fournier (soldat)
Pour les articles homonymes, voir Claude Fournier et Fournier.
Claude Fournier, né le 27 novembre 1880 à Colombier-en-Brionnais, en Saône-et-Loire, et mort au combat le 4 août 1916 à Verdun, dans l'actuel département de la Meuse, est un sergent, soldat et militaire de l'Armée française ayant vécu  lors de la Première Guerre mondiale. Il disparaît lors de la bataille de Verdun, le 4 août 1916. 
C'est le premier soldat historique français identifié grâce à son ADN.

## Biographie
Fils d'Antoine Fournier et de Claudine Desmurger, Claude est le dernier enfant de ce couple de cultivateurs.
Il est jardinier dans le civil, à Rochetaillée-sur-Saône quand il se marie, en 1906 à Fontaines-sur-Saône avec Jeanne Marguerite Beaudet. Il a également exercé son métier dans le Rhône et en Isère.
Il est appelé sous les drapeaux le 11 août 1914. Appartenant à la classe 1900, il prend part à la Grande Guerre avec le 134e régiment d'infanterie de Mâcon. Son ascension est rapide, puisqu’il est nommé sergent le 14 octobre 1915 quelques mois après avoir été fait caporal, puis avoir été cité à l'ordre de son régiment.
Sa fiche matricule le désigne comme « un gradé énergique et dévoué et d’une grande bravoure, s’est signalé particulièrement aux combats du 7 au 12 juillet 1915 et du 6 au 8 octobre 1915. S’est offert comme gradé de quart volontaire, prenant avec calme toutes dispositions. » Son comportement lui a valu la croix de guerre.
Claude Fournier disparaît à Fleury-devant-Douaumont lors des combats de Verdun, le 4 août 1916.

## Découverte du squelette
Le 6 mai 2015, à la faveur de travaux de rénovation au mémorial de la Grande Guerre de Verdun (Meuse), les ouvriers découvrent trois corps non identifiés et divers effets prouvant qu'il s'agit bien de soldats français. Les squelettes sont pris en charge par Bruno Frémont, passionné d'histoire, dit le « médecin légiste des Poilus »,. Une plaque d'immatriculation indiquant "Fournier Claude 1900"  est trouvée à proximité mais ne permet pas à ce stade d'identifier précisément son squelette parmi les trois.  
La reconstitution du visage du sergent Claude Fournier par l'Institut de recherche criminelle de la gendarmerie est effectuée à partir des ossements et de l'ADN est prélevé. 
En novembre 2017, le corps de Claude Fournier est finalement formellement authentifié par le professeur Christine Keyser et son équipe à l'institut médico-légal de Strasbourg, par comparaison génétique avec le génome de son petit-fils, Robert Allard.

## Hommage
- Son nom figure sur le monument aux morts de la commune de Colombier-en-Brionnais.
- Claude Fournier est inhumé officiellement le 21 février 2018, lors d'une cérémonie militaire présidée par Geneviève Darrieussecq, secrétaire d’État auprès de la ministre des Armées. Il repose désormais aux côtés des deux autres soldats inconnus retrouvés près de lui, dans la nécropole nationale de Douaumont.
- Son nom figure sur le dossard d'un coureur, en devoir de mémoire, lors du Trail des Poilus d'Ablain-Saint-Nazaire qui se déroule le 11 mars 2018 (Hauts-de-France).

## Sources
- Le Parisien,
- France Inter,
- France 3,
- L'Express,
- L'Est républicain,
- Vosges Matin,
- Europe 1,
- La Croix,
- La Nouvelle République du Centre-Ouest,
- Ouest-France,